# Kondominium Neue Hebriden
Das Kondominium Neue Hebriden war ein gemeinsam von Großbritannien und Frankreich verwaltetes Territorium, das die pazifische Inselgruppen der Neuen Hebriden, der Banks-Inseln und der Torres-Inseln umfasste. Es bestand von 1906 bis 1980, als es seine staatlichen Unabhängigkeit, unter gleichzeitiger Umbenennung in Republik Vanuatu, erlangte.

## Geschichte

Flagge der Britisch-Französischen Marine-Kommission 1887–1906

Die Inseln gerieten in der zweiten Hälfte des 19. Jahrhunderts in die Interessensphäre der europäischen Mächte. Britische und französische Siedler legten Kokospalmen-Plantagen zur Kopraherstellung an. Große Plantagengesellschaften finanzierten Missionare, um die einheimische Bevölkerung unter Kontrolle zu bringen und zur Arbeit auf den Plantagen zu motivieren. 1887 einigten sich Frankreich und Großbritannien, über die Inseln im Interesse der europäischen Pflanzer und Missionare eine lose Kontrolle auszuüben, hierzu wurde eine gemeinsame Marine-Kommission eingerichtet. Erst mit der Gründung eines Kondominiums im Jahre 1906 wurde die politische Verwaltung durch die beiden Mächte übernommen. In der Folgezeit ging die Einwohnerzahl durch eingeschleppte Krankheiten zurück, als Ersatz warben Plantagenbesitzer Arbeiter aus Vietnam an.
Im Zweiten Weltkrieg wurden auf Espiritu Santo und der Insel Efate große US-Militärbasen eingerichtet. Angeregt durch Kontakte mit den afroamerikanischen Soldaten, entstanden in der Folgezeit antikoloniale Bewegungen.
Am 4. und 5. November 1974 einigten sich Frankreich und Großbritannien auf die Einrichtung einer gewählten Versammlung zur Vorbereitung auf die Unabhängigkeit. Diese Versammlung trat im April 1976 erstmals zusammen. Am 30. Juli 1980 wurde das Kondominium in die Unabhängigkeit entlassen und in Vanuatu umbenannt. Dagegen hatte es von Mai bis August 1980 auf Espiritu Santo einen von europäischen bzw. kreolischen Siedlern unterstützten Sezessionsversuch gegeben, gegen den Frankreich und Großbritannien faktisch nicht mehr vorgegangen waren.

## Wirtschaft
Hauptexportartikel waren Kopra, Manganerz und Fische, in geringerem Umfang auch Kakao. Einen wesentlichen Beitrag zum Haushalt des Kondominiums bildeten Transferleistungen der beiden Kolonialmächte, da der Wert der Importe deutlich höher war, als der Wert exportierter Güter. Im Jahre 1978 standen Ausfuhren im Wert von 33 Millionen US$ Einfuhren von 45 Millionen US$ gegenüber. Firmengründungen konnten entweder nach französischem oder britischen Recht erfolgen.
Bis 1938 waren der Französische Franc und das Britische Pfund die offizielle Währung, die mit der Einführung des Neue-Hebriden-Franc abgelöst wurden. Nach dem Zweiten Weltkrieg war auch der Australische Dollar im Umlauf.

## Verwaltung
Die Verwaltung des Kondominiums war dreiteilig und bestand aus einer britischen und französischen Residentur sowie einem gemeinsamen Verwaltungsapparat. Die britische und französische Residentur wurde von einem Diplomaten im Range eines Commissioner bzw. Préfet geleitet, die von europäischen Beamten unterstützt wurden. Dabei hatte jeder britische Beamte ein entsprechendes französisches Pendant, was faktisch zu einem doppelten Verwaltungsapparat führte. Jede Entscheidung erforderte die Zustimmung der beiden zuständigen Beamten, was die Verwaltungsabläufe erschwerte. Auch das Justizwesen einschließlich der Gefängnisse war doppelt angelegt, Einheimische konnten wählen, ob ein Prozess nach britischem oder französischem Recht verhandelt werden sollte. 
Die gemeinsame Kondominium-Verwaltung hatte eine gemischte Zusammensetzung aus Europäern und Melanesiern, ihre Aufgaben waren aber auf die Kontrolle öffentlicher Arbeiten, der Häfen, Postwesen, Wähler-Registrierung und die Umsetzung der Anweisungen der Residenturen beschränkt.

## Postwesen

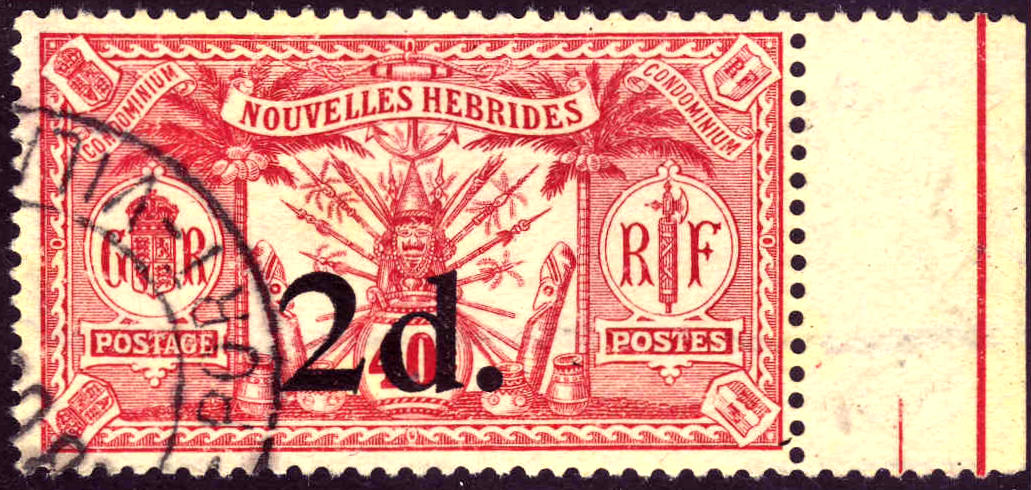
Briefmarke mit französischem Landesnamen, aber mit Wertaufdruck in Pfund-Sterling-Währung

Die ersten Briefmarken erschienen 1908, dabei wurden Briefmarken des damals britischen Fidschi und Marken vom französischen Neukaledonien mit Aufdruck des Landesnamens in Englisch oder Französisch verwendet. Die Post des Kondominiums gab, mit wenigen Ausnahmen, zu jedem Anlass immer parallele Marken mit englischer und französischer Beschriftung aus. Da in den Anfangsjahren sowohl die französische als auch britische Währung im Umlauf waren, war der Frankaturwert in Goldfranken bzw. Goldcentimes angegeben, der Verrechnungseinheit des Weltpostvereins. Diese Praxis wurde noch bis zur Einführung des Vatu 1982 fortgesetzt.